# NGC 1613
NGC 1613 је лентикуларна галаксија у сазвежђу Еридан која се налази на NGC листи објеката дубоког неба.
Деклинација објекта је - 4° 15' 54" а ректасцензија 4h 33m 25,3s. Привидна величина (магнитуда) објекта NGC 1613 износи 13,7 а фотографска магнитуда 14,6. NGC 1613 је још познат и под ознакама MCG -1-12-31, NPM1G -04.0201, PGC 15518.